# Каменногорка (Житомирская область)
Каменногорка (укр. Кам'яногірка) — село на Украине, находится в Емильчинском районе Житомирской области.
Код КОАТУУ — 1821783803. Население по переписи 2001 года составляет 165 человек. Почтовый индекс — 11240. Телефонный код — 8–04149. Занимает площадь 0,591 км².

## Адрес местного совета
11240, Житомирская область, Емильчинский р-н, с. Мокляки